# 단코 라조비치
단코 라조비치(세르비아어: Данко Лазовић, 1983년 5월 17일 ~ )는 세르비아의 전 축구 선수이다.
이전에는 세르비아 수페르리가의 FK 텔레오프티크 (FK Teleoptik), FK 파르티잔, 네덜란드 에레디비시의 페예노르트, 피테서, PSV 에인트호번, 독일 분데스리가의 바이어 레버쿠젠 (임대)에서 선수 생활을 했으며, 세르비아 축구 국가대표팀에는 2002년 브라질과의 경기에 데뷔해, 현재 (2014년)까지 47경기에서 11골을 넣었다. 2010년 FIFA 월드컵 세르비아 대표팀 명단에도 포함된 바 있다.